# Lijst van personen uit Montevideo
Dit is een lijst van bekende personen die in de Uruguayaanse hoofdstad Montevideo zijn geboren. Omdat het hier om voornamelijk Uruguayaanen gaat, wordt hun nationaliteit verder niet meer vermeld.

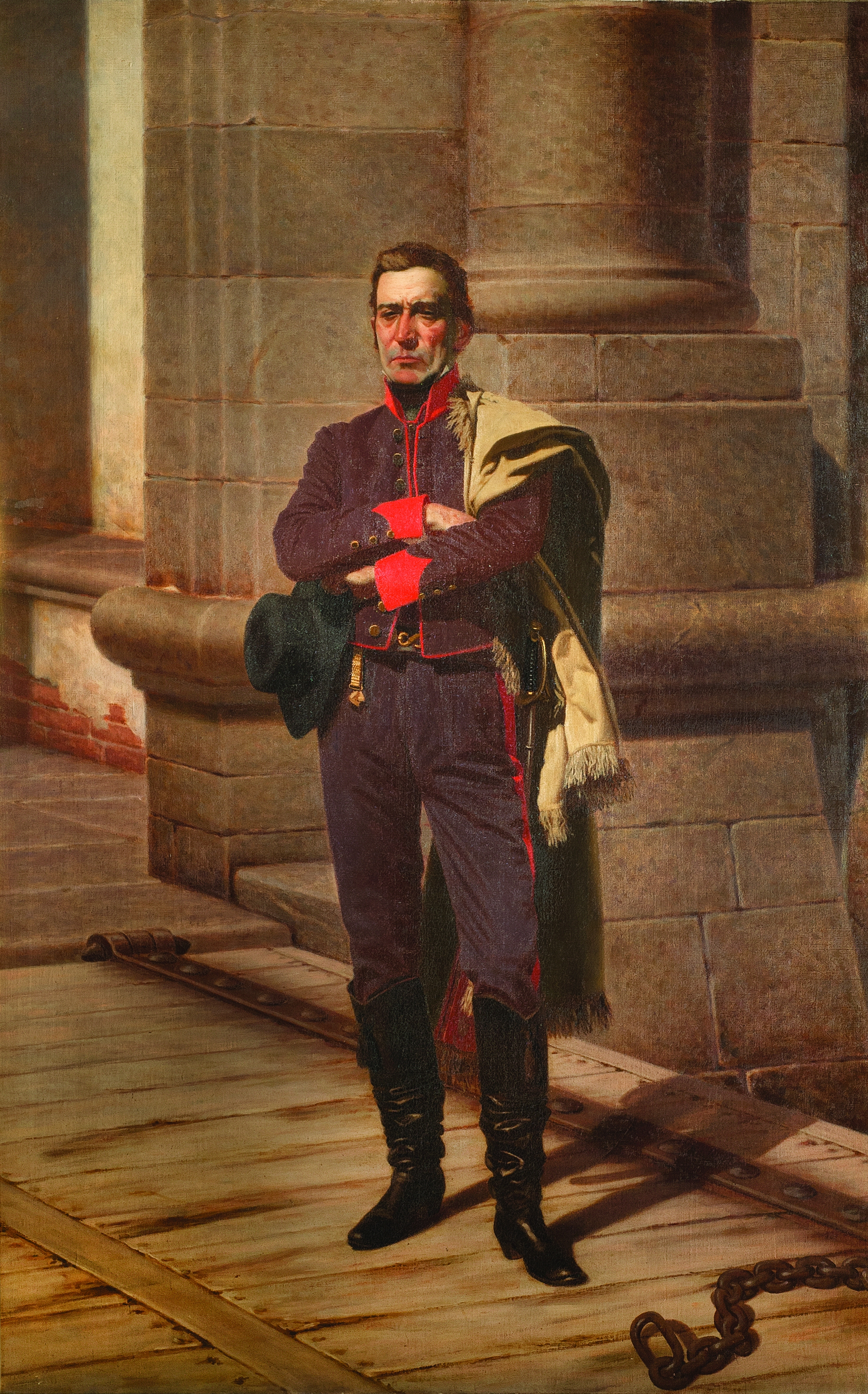
Generaal en vrijheidsstrijder José Gervasio Artigas (1764-1850)

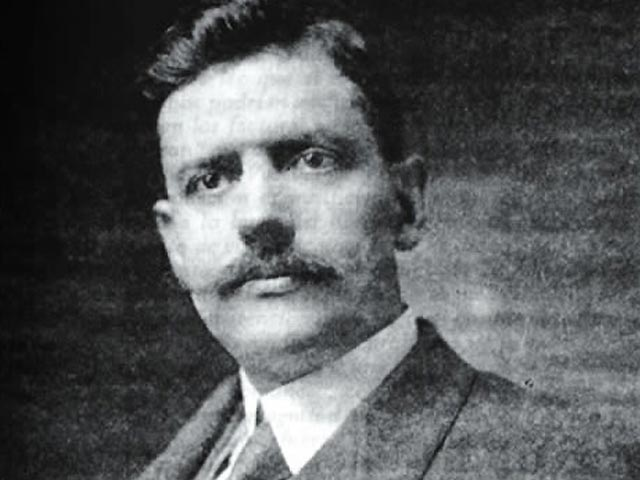
Filosoof Carlos Vaz Ferreira (1872-1958)

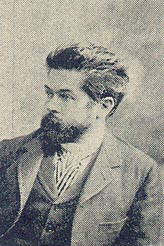
Dichter Juan Zorrilla de San Martín (1855-1931)

## A
- Eduardo Acevedo (1959), voetballer en voetbalcoach
- Franco Acosta (1996-2021), voetballer
- Edgardo Adinolfi (1974), voetballer
- Carlos Aguilera (1964), voetballer
- Rodrigo Aguirre (1994), voetballer
- Guillermo Almada (1969), voetballer en voetbalcoach
- Diego Alonso (1975), voetballer
- Emilio Álvarez (1939-2010), voetballer
- Fernando Álvez (1959), voetballer
- Maximiliano Araújo (2000), voetballer
- Claudio Arbiza (1967), voetballer
- Bernardo Arévalo (1958), president van Guatemala (2024-heden)
- José Gervasio Artigas (1764-1850), generaal en vrijheidsstrijder; stichter en bevrijder van Uruguay
- Delmira Agustini (1886-1914), dichteres
- Felipe Avenatti (1993), voetballer
- Pablo Atchugarry (1954), beeldend kunstenaar

## B
- Jaime Báez (1995), voetballer
- Yuri Banhoffer (1948-2021), voetballer
- Jorge Batlle Ibáñez (1927-2016), president van Uruguay (2000-2005)
- José Batlle y Ordóñez (1856-1929), president van Uruguay
- Carlos Benavidez (1998), voetballer
- Julio César Benítez (1940-1968), voetballer
- Tomás Berreta (1875-1947), president van Uruguay
- Joaquín Boghossian (1987), voetballer
- Juan María Bordaberry (1928-2011), president van Uruguay
- Maria Boschetti-Alberti (1879-1951), Zwitserse pedagoge en lerares
- Miguel Britos (1985), voetballer

## C
- Martín Cáceres (1987), voetballer
- Osvaldo Canobbio (1973), voetballer
- Eitel Cantoni (1906-1997), Formule 1-coureur
- Adrian Carambula (1988), Italiaans beachvolleyballer
- Mathías Cardacio (1987), voetballer
- Fabián Carini (1979), voetballer
- Juan Guillermo Castillo (1978), voetballer
- Luis Cluzeau Mortet (1888-1957), muziekcomponist, violist
- Sebastián Coates (1990), voetballer
- Mauricio Cravotto (1893-1962), architect
- Sebastián Cristóforo (1993), voetballer
- Andrés Cunha (1976), voetbalscheidsrechter

## D
- Carlos Diogo (1983), voetballer

## E
- Fabián Estoyanoff (1982), voetballer

## F
- Hugo Fernández (1945-2022), voetballer en voetbaltrainer
- Sebastián Fernández (1985), voetballer
- Marcelo Filippini (1967), tennisser
- Andrés Fleurquin (1975), voetballer
- Daniel Fonseca (1969), voetballer
- Diego Forlán (1979), voetballer
- Enzo Francescoli (1961), voetballer
- Jorge Fucile (1984), voetballer
- Diego Fagúndez (1995), voetballer

## G
- Eduardo Galeano (1940-2015), journalist en schrijver
- Gonzalo García (1983), Spaans voetballer
- Santiago García (1990-2021), Uruguayaans voetballer
- Alcides Ghiggia (1926), voetballer
- Laura Gil Savastano (1966), journalist en diplomoaat
- Mauro Goicoechea (1988), voetballer
- Walter Gómez (1927-2004), voetballer
- Juan Carlos González (1924-2010), voetballer
- Óscar González (1923-2006), Formule 1-coureur
- Facundo González (2003), voetballer
- Isabelino Gradín (1897-1944), voetballer

## H
- Daniel Hendler (1976), acteur

## K
- Gary Kagelmacher (1988), voetballer
- Fernando Kanapkis (1966), voetballer

## L
- Jules Laforgue (1860-1887), Frans dichter
- Jorge Larrionda (1968), voetbalscheidsrechter
- Comte de Lautréamont (1846-1870), Frans dichter
- Diego Laxalt (1993), voetballer
- Alejandro Lembo (1978), voetballer
- Martín Ligüera (1980), voetballer
- Nicolás López (1993), voetballer
- Brian Lozano (1994), voetballer

## M
- Daniel Martínez (1959), voetballer
- Jorge Martínez (1983), voetballer
- Gerardo Hernan Matos Rodríguez (1897-1948), componist, journalist en pianist
- Andrés Mazali (1902-1975), atleet, voetballer en basketballer
- Guillermo Molins (1988), Uruguayaans-Zweedse voetballer
- Néstor Montelongo (1955-2021), voetballer
- Julio Montero (1944), voetballer
- Paolo Montero (1971), voetballer
- Julio César Morales (1945-2022), voetballer
- Fernando Morena (1952), voetballer
- Bárbara Mori (1978), actrice
- José Mujica (El Pepe) (1935-2025), president van Uruguay (2010-2015)
- Gustavo Munúa (1978), voetballer

## N
- Amaro Nadal (1958), voetballer
- José Nasazzi (1901-1968), voetballer
- Gustavo Núñez (1965), fagottist
- Héctor Núñez (1936-2011), voetballer en voetbalcoach
- Richard Núñez (1976), voetballer

## O
- Lucas Olaza (1994), voetballer
- Maximiliano Olivera (1992), voetballer
- Nicolás Olivera (1978), voetballer
- Juan Carlos Onetti (1909-1994), schrijver
- Natalia Oreiro (1977), zangeres
- Marcelo Otero (1971), voetballer
- Raúl Otero (1970), voetballer
- Carlos Ott (1946), architect

## P
- Walter Pandiani (1976), voetballer
- Mario Payssé Reyes (1913-1988), architect
- Darío Pereyra (1956), voetballer
- Adrián Paz (1968), voetballer
- Pedro Pedrucci (1961), voetballer
- Facundo Pellistri (2001), voetballer
- Álvaro Pereira (1985), voetballer
- Rubén Pereira (1968), voetballer
- Guzmán Pereira (1991), voetballer
- Maximiliano Pereira (1984), voetballer
- Gastón Pereiro (1995), voetballer
- Diego Pérez (1962), tennisser
- Manuel Pérez y Curis (1884-1920), dichter
- Diego Perrone (1979), Uruguayaans voetballer
- Pedro Petrone (1905-1964), Uruguayaans voetballer
- Humberto Pittamiglio (1887-1966), architect

## R
- Álvaro Recoba (1976), voetballer
- Mario Regueiro (1978), voetballer
- José Fructuoso Rivera (1784-1854), generaal en politicus, eerste president van Uruguay
- Gianni Rodriguez (1994), voetballer
- Leandro Rodríguez (1992), voetballer
- Rodolfo Rodríguez (1956), voetballer
- José Enrique Rodó (1871-1917), schrijver
- Gonzalo Rodríguez (1972), autocoureur
- Diego Rolán (1993), voetballer
- Alexis Rolín (1989), voetballer
- Diego Rossi (1998), voetballer
- Marcelo Romero (1976), voetballer
- José Luis Russo (1958), voetballer

## S
- Carlos Sánchez (1984), voetballer
- Daniel Sánchez (1961), voetballer en voetbalcoach
- Vicente Sánchez (1979), voetballer
- Julio María Sanguinetti (1936), president van Uruguay (1995-2000)
- José Santamaría (1929), voetballer
- Michael Santos (1993), voetballer
- Marcelo Saralegui (1971), voetballer en voetbalcoach
- Martín Satriano (2001), voetballer
- Héctor Scarone (1898-1967), voetballer
- Juan Alberto Schiaffino (1925-2002), voetballer
- Nicolás Schiappacasse (1999), voetballer
- José Serebrier (1938), dirigent en componist
- Robert Siboldi (1965), voetballer en voetbalcoach
- Félix Sienra (1916-2023), zeiler
- Héctor Silva (1940-2015), voetballer
- Martín Silva (1983), voetballer
- Jorge da Silva (1961), voetballer en voetbalcoach
- Marcelo Sosa (1978), voetballer
- Rubén Sosa (1966), voetballer
- Damián Suárez (1988), voetballer
- Mathías Suárez (1996), voetballer

## T
- Oscar Tabárez (1947), voetballer en voetbalcoach
- Facundo Torres (2000), voetballer
- Joaquín Torres García (1874-1949), schilder en publicist
- Carolina Trujillo (1970), Uruguayaans-Nederlands schrijfster

## U
- Manuel Ugarte (2001), voetballer
- Alberto Uria (1924-1988), autocoureur
- Jonathan Urretaviscaya (1990), voetballer

## V
- Federico Valverde (1998), voetballer
- Guillermo Varela (1993), voetballer
- Carlos Vaz Ferreira (1872-1958), filosoof
- Tabaré Vázquez (1940-2020), president van Uruguay (2005-2010, 2015-2020)
- Emiliano Velázquez (1994), voetballer
- Waldemar Victorino (1952-2023), voetballer
- Rafael Viñoly (1944-2023), architect
- Miguel de Vita (1923-2004), schilder
- Tabaré Viudez (1989), voetballer

## Z
- Marcelo Zalayeta (1978), voetballer
- José Luis Zalazar (1963), voetballer
- Javier Zeoli (1962), voetballer
- Juan Zorrilla de San Martín (1855-1931), dichter
- Elena Zuasti (1935-2011), actrice en comédienne